# Wrangler Jeans
Wrángler — торгова марка джинсів та іншої продукції легкої промисловості, з 1986 року належить американській текстильній корпорацій VF Corporation. Одна з трьох торгових марок (разом з Levi’s та Lee, також належних VF Corporation).

## Цікаві факти
- Співробітництво кампанії з Джимом Шолдерсом закінчилось у 2007 році, в зв'язку з його смертю. 58-річний контракт є найтривалішим співробітництвом спортсмена з будь-якою фірмою у професійному спорті.[3]
- Американський кіноактор Гаррісон Форд одягнув джинси Wrangler на власне весілля з Калістою Флокхарт.[4]